# Sturgis (Kentucky)
Sturgis és una població dels Estats Units a l'estat de Kentucky. Segons el cens del 2000 tenia 2.030 habitants.

## Demografia
Segons el cens del 2000, Sturgis tenia 2.030 habitants, 854 habitatges, i 578 famílies. La densitat de població era de 519,1 habitants/km².
Dels 854 habitatges en un 30,4% hi vivien nens de menys de 18 anys, en un 48,4% hi vivien parelles casades, en un 15% dones solteres, i en un 32,3% no eren unitats familiars. En el 31% dels habitatges hi vivien persones soles el 18,3% de les quals corresponia a persones de 65 anys o més que vivien soles. El nombre mitjà de persones vivint en cada habitatge era de 2,34 i el nombre mitjà de persones que vivien en cada família era de 2,9.
Per edats la població es repartia de la següent manera: un 24,3% tenia menys de 18 anys, un 8,8% entre 18 i 24, un 24,3% entre 25 i 44, un 23,4% de 45 a 60 i un 19,1% 65 anys o més.
L'edat mediana era de 39 anys. Per cada 100 dones de 18 o més anys hi havia 79,1 homes.
La renda mediana per habitatge era de 28.664 $ i la renda mediana per família de 34.922 $. Els homes tenien una renda mediana de 30.435 $ mentre que les dones 18.295 $. La renda per capita de la població era de 14.124 $. Entorn del 13,7% de les famílies i el 16% de la població estaven per davall del llindar de pobresa.

## Poblacions més properes
El següent diagrama mostra les poblacions més properes.